# 済物浦条約
済物浦条約（さいもっぽじょうやく）とは、1882年8月30日に日本と李氏朝鮮の間で締結された条約。
済物浦は朝鮮語読みで「チェムルポ」、仁川の旧称。
壬午事変（壬午軍乱）での日本公使館焼き討ち事件等の事後処理のために結ばれた。

## 概要
条約の主な内容は、壬午事変における公使館焼き討ち事件並びに公使一行襲撃事件、在漢城日本人加虐の実行犯等の逮捕と処罰、日本側被害者の遺族・負傷者への見舞金5万円、損害賠償50万円、公使館護衛としての漢城での軍隊駐留権、兵営設置費・修理費の朝鮮側負担、謝罪使の派遣等である。
また同時に日朝修好条規続約（追加条項）として、居留地の拡大、市場の追加、公使館員の朝鮮内地遊歴を認めさせた。
軍隊駐留権を認めさせたことは、暴動の再発防止の他に、宗主権を主張する清国を牽制する意味合いもあったのではないかとされている。
一方、清は壬午事変をうけて、朝鮮と中朝商民水陸貿易章程を締結した。

## 条約締結までの経過

### 事変発生から交渉団派遣まで

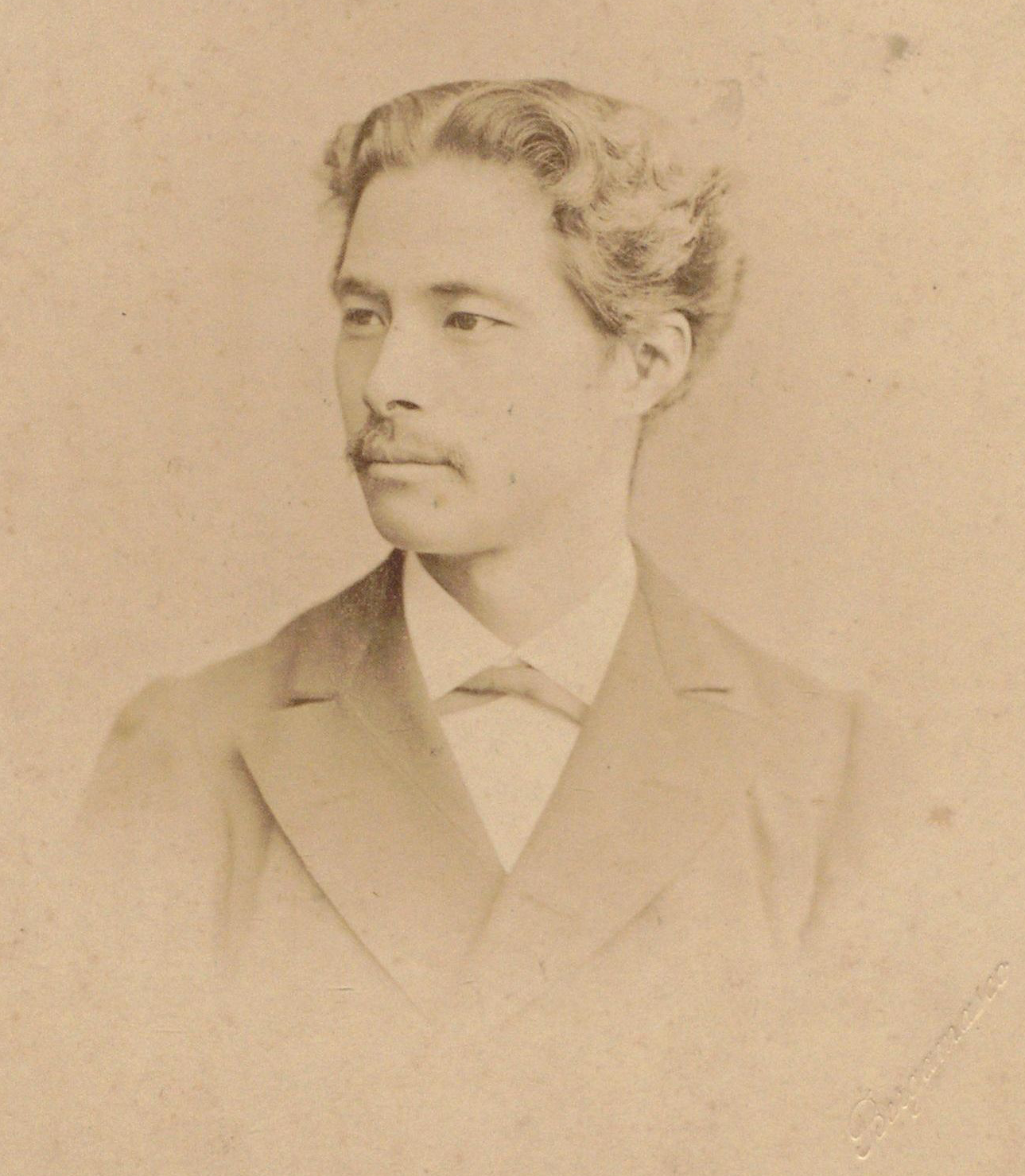
交渉にあたった花房義質駐朝鮮公使

壬午事変によって漢城を脱出し、仁川で英国軍艦フライングフィッシュ[:en]に保護され長崎へと帰還した花房義質は、直ちに東京へと電報を発し事変の発生を報知した。
報せを受けた日本政府は花房を弁理公使として再度渡朝させることに決定。花房に交渉の基本方針を訓令した上で明治丸に乗船させて仁川へと派遣した。日本政府は朝鮮政府の事件への関与と公使がその身分を保護されず加害を受ける可能性を深く懸念しており、使節団の護衛には軍艦5隻と陸軍約1個大隊相当が動員されるなど物々しい船出となった。
事変の発生を察知した清国からは直ちに「両国間を調停したい」「日本公使館は我が属邦に在るので兵を派して護衛したい」との報せがあったが、日本政府は文中の「属邦」表現もあってこれを拒否。しかし清国は馬建忠が率いる清国軍を朝鮮に派遣し、乱の鎮圧を指導させた。
日本交渉団が仁川に到着する頃には既に湾内には清国戦艦の姿もあり、交渉努力によって事変を解決しようとする日本と、宗主国として武力によって乱を鎮圧しようとする清国の神経戦が既にこの時点で始まっていたといえる。

### 日本政府の方針
外務卿井上馨が示した基本方針の要点は以下のようなものであった。
- 今般の事変の如きもまた之を公法と情誼とに照らし、宜しく朝鮮政府に責むるに相当の謝罪及び要償を以ってすべくして、未だ之に因りて俄かに兵馬の力を藉り、以って其の国を蹂躙するの極点の処分を施すに至らざるべし。

「問題の解決は公法と両国の友誼に依って為される交渉によって解決するべきで、軍事力を用いて彼の国を蹂躙するような極端な手段を採ることは好ましくない」として、和交を第一義の目標とするように厳命した。
- 而して朝鮮の現状種々の場合あるに対し我が臨機の処分もまた一様なるべからず。

「様々な事態が予想されるので、朝鮮政府への対処は臨機応変に一様なものであってはならない」として、5つの状況想定を列挙して、その場合に公使が取るべき対応を示している。この中で最悪の想定として「朝鮮政府と乱民が共謀している、若しくは朝鮮政府の示唆・煽動によって公使館員が加害された場合」というものがあり、その場合は補償占領や領土割譲要求などを含めた非平和的解決手段も有り得るとしている。
- 今日彼の国の情状未だ詳悉ならず。彼の政府の暴徒に於ける関係未だ明瞭ならざる時に於てあらかじめ一概の條疑を定め、必ず之に循由せしめて其の権度を軽重せしむること能わざらしむるは廟議の主意に非ざるべし。

「朝鮮国の内情はまだはっきりとしていない。朝鮮政府がどの程度事変に関わっているのか不明であるのに要求内容を一概に定め、（公使の）要求の度合いを適宜調整する権限を奪うことは廟議の主意にそぐわない」として、公使に交渉における広範な裁量権を認めた。

### 大院君との交渉

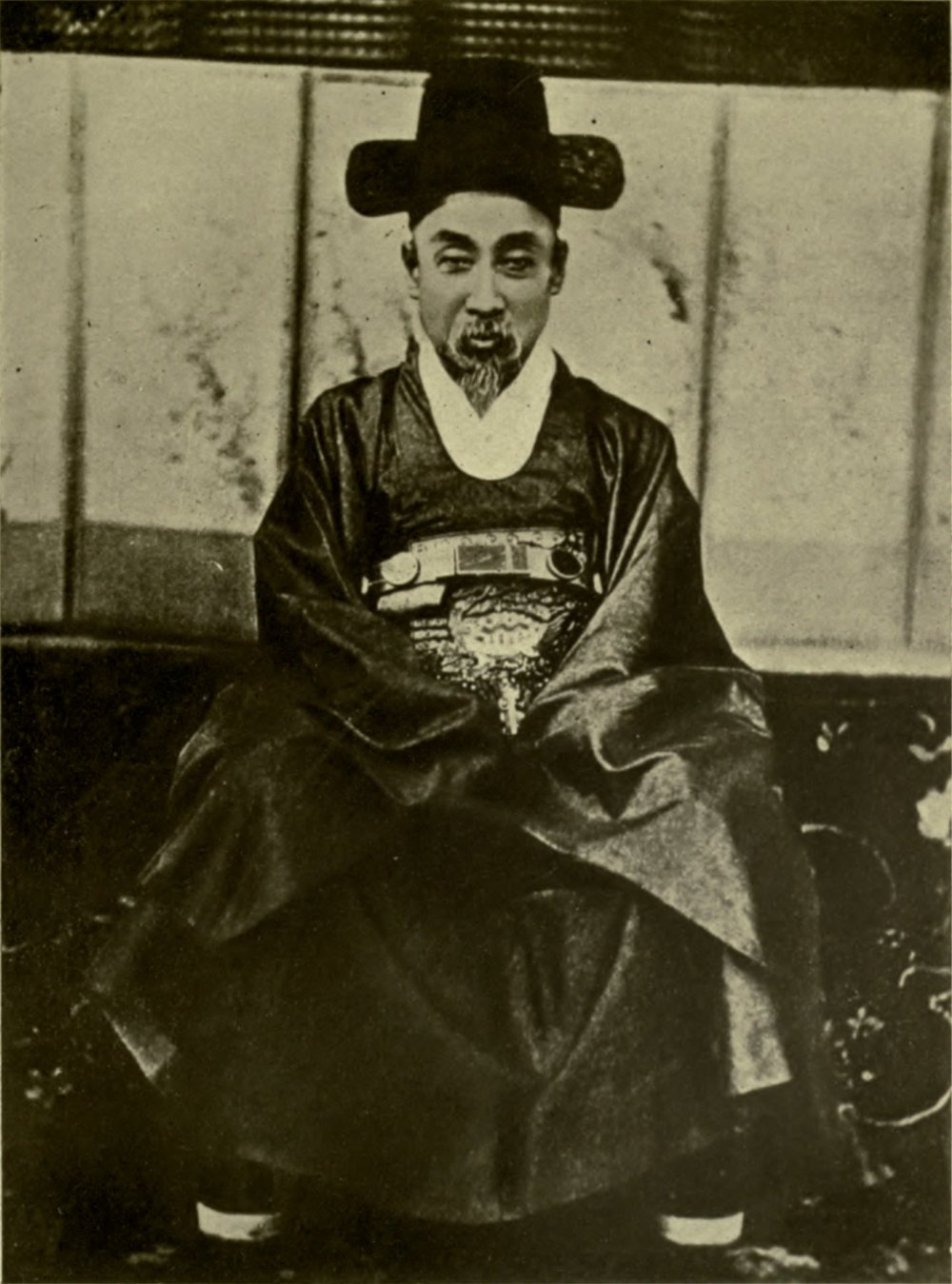
大院君（朝鮮王の父として権勢を揮った）

事変後に朝鮮政府を掌握し、日本の交渉相手となったのは壬午事変を引き起こした大院君であった。花房は護衛2個中隊を引き連れて漢城に入り交渉を開始するが、朝鮮政府は3日間を回答期限として手交した8箇条の要求書を受け取りはしたものの、「王妃の葬儀の準備に忙しく、（期限内の）決答は困難である」として退けた。
この回答を受けて花房は不満を表明して漢城の宿を引き払って済物浦へと去り、朝鮮側が謝罪の使者を派遣し交渉再開の打開策を明示できなければ日朝間の友誼は失われると通達した。
しかし日朝間の交渉の停滞にいち早く反応したのは仁川に展開していた馬建忠率いる清国軍だった。馬は数百の清国兵を率いて花房等交渉団が漢城を去るのと入れ違いに入京していたが、済物浦に逗留していた花房の下を訪れて「大院君を排斥し、交渉を調停する用意がある」と打ち明けた。花房は従来の方針の通りその提案を拒否したが、程無くしてその計画は実行された。
清国軍の陣営に誘き出された大院君は身柄を拘束されて清国へと連れ去られ、漢城には「大院君が清国皇帝の怒りに触れて処罰された」とする掲示文が貼り出され、文中には「天朝與爾朝鮮臣主誼猶一家」との文言もあった。
大院君は以後3年間に亘って清国に拘留されることになる。

### 交渉再開と条約の締結

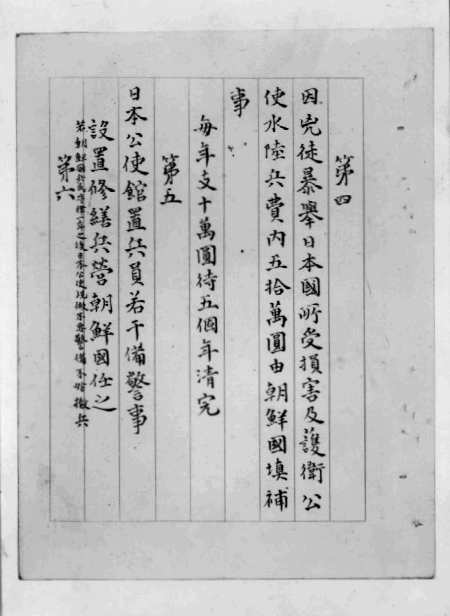
済物浦条約 第四（償金50万円）および第五（軍員駐留権）

1882年8月26日の大院君拉致事件ののち、高宗・閔氏の政権が復活し、済物浦の花房全権公使のもとへ朝鮮政府から謝罪文が送られた。花房はこれを受け入れ、軍艦金剛艦上での交渉再開を約した。ただし、高宗・閔氏の政権は外交的には清国の馬建忠に依存せざるをえなかった。8月28日夜、朝鮮全権大臣李裕元、副官金宏集（のちの金弘集）らは済物浦に停泊中の日本軍艦金剛をおとずれ、交渉をはじめた。交渉は、この日と翌日にかけて集中的におこなわれ、1882年8月30日、済物浦条約を調印した。このような短時間で交渉が成立したのは馬建忠が日朝双方に事前に根回しをしていたからである。
軍乱を起こした犯人・責任者の処罰、日本人官吏被害者の慰霊、被害遺族・負傷者への見舞金支給、朝鮮政府による公式謝罪、日本外交官の内地旅行権などについては、日本側原案がほぼ承認を得た。開港場遊歩地域の拡大（内地通商権）に関しては、朝鮮側の希望を若干容れて修正された。朝鮮側が最も反対していた50万円の賠償金と公使館警備のために朝鮮に軍隊一個大隊を駐留させる権利については、花房公使の強硬な姿勢により、文言の修正と但し書きの挿入程度にとどまり、基本的に日本側の要求が容認された。全体的には日本側の要求がほぼ受け入れられた内容となった。
済物浦条約の締結に際して清国はそのなかみについて特に深く介入したわけではなかった。むしろ、大院君を朝鮮王宮から連れ去ったことによって日本側に優位な交渉条件を準備したともいえる。このとき清国は、ベトナムをめぐってフランスとの緊張が強いられていたので、日本と徹底して事を構えるつもりはなかった。日本もまた、外務卿井上馨の基本方針は対清協調、対朝親和というものであり、在野の知識人もまた日清朝の三国提携論が優勢であった。
花房公使は調印後の9月2日、井上外務卿あてに「大満足にまで条約を締結せり」と報告の電報を打電した。

## 条約の内容
条約は前文と6款から構成されており、特に前文ではこの条約が壬午事変における日本側の被害を賠償するものであることが強く示されている。以下に条約の内容と解説を記す。
前文　日本暦7月23日、朝鮮暦6月9日の変は、朝鮮の賊徒が日本公使館を襲撃し、職員の多くが被害を受け、朝鮮国が招聘していた軍事教官も惨殺された。日本国は和好を重んじる為に協議し、下記の6款及び別訂続約2款を実行することを約すことで、両国の関係修復と成すことを表明する。是において両国全権大臣は記名捺印して、両国の信頼が確かなものであることを確認する。
本条約と続約（日朝修好条規追加条項）の締結によって日朝間の壬午事変における諸問題の解決と見なすことが示されている。
第一款　今より20日以内に、朝鮮国は賊徒を捕縛し首謀者を厳しく究明し、重い懲罰を与えること。日本国は人員を派遣して、処罰の場に立ち会うこと。もしも期日内に捕らえることが出来なければ、日本国がこれを処弁する。
期限を20日以内と限ったのは、事件に関わった民衆を処罰することに消極的な朝鮮側に日本側の事件解決への断固とした意思を示し、確実な実行を促す意味があった。なお、条約締結後に日本政府内部から第一款の後半部分、即ち「朝鮮国が処断できなければ日本国が代わって事件を処弁する」というのは内政干渉ではないかと危惧する声があり（壬午事変の事後処理と事件関係者の処罰を清国兵が朝鮮政府に代わって行っているような情勢であったから、日本がそれに組すると欧米諸国に見なされることを危惧した）、これに関して日本政府は朝鮮政府が捕らえられた事件関係者8名の処断で追求を止め、実行に移されることはなかった。
第二款　日本官吏で軍乱に巻き込まれ死亡したものは、礼を尽くして埋葬し、厚く弔うこと。
条約締結前に日本官吏が事変の仁川における日本人死者の遺体を検分したところ、遺体の取り扱いが酷くぞんざいなものであった（遺体を縄で縛ったり、衣服を剥いでいたりした）ので、花房公使の判断であえて明文化された。条約締結後、遺体は江華島草芝鎮に埋葬され、花房公使立会いの下で葬儀が挙行された。
第三款　朝鮮国は日本官吏の死者の遺族と事件の負傷者に5万円を給与すること。
協議の中で2万円を即納し、4ヵ月後に1万円、更に4ヵ月後に2万という形で分納されることが確認された。朝鮮側は財政の逼迫が理由として挙げられているので、同様の理由で第四款における補填も困難であった。
第四款　賊徒の暴虐によって日本が被った損害と公使を護衛する陸海軍の派遣費用の内、50万円は朝鮮国が補填すること。毎年10万円を支払い、5年をかけて完済とする。
朝鮮側が日本案にあった「賠償」という文言を嫌ったために補填という表現に変えた（参考までに、日本政府が決算した本事件の出兵経費は81万2620円43銭であった）。後に朝鮮財政の困窮を理由に5年払いを10年払いに延長したが結局完納されることは無く、明治17年に日本側が残額を寄贈するという形式を以って帳消しになった（寄贈額は40万円なので、領収額は10万円ということになる）。
第五款　日本公使館は兵員若干名を置いて警護すること。兵営を設置・修繕するのは朝鮮国の役目とする。もしも朝鮮国の軍や民衆が法律を守り1年が経って、日本公使が警備を必要ないと判断した場合、撤兵しても差し支えない。
日本側が当初要求していたのは「朝鮮政府による公使館警備の強化」であったが、交渉担当の花房の判断で日本守備隊の駐留に変更された。公使館守備隊は当初1個大隊だったが、以後暫時撤兵を続け甲申政変（甲申事変）発生時には1個中隊にまで減少していた。1884年（明治18年）に発生した甲申事変後、日清両国の協議によって完全な撤兵が成された（天津条約）が、高平臨時代理公使の知照によってこの条項が完全撤兵後も有効であることが確認された。日清戦争においては日本側の出兵の根拠ともなった。
第六款　朝鮮国は高官を派遣し、国書をもって日本国に謝罪すること。
この条項に則って修信使節が条約締結後帰国する花房公使らに同行する形で派遣された。謝罪目的で来日した使節団の大使は朴泳孝、副使は金晩植であり、随行者として金玉均などをともなった。

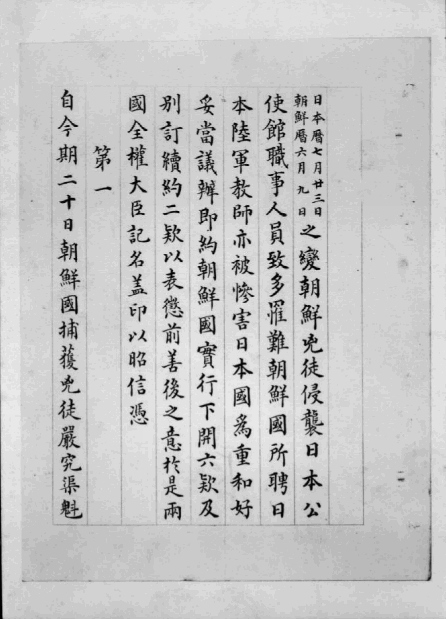
済物浦条約 正文 その1（前文、第一款） 複写
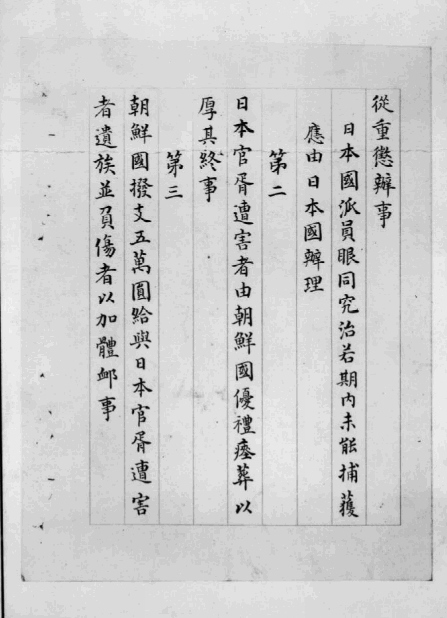
済物浦条約 正文 その2（第二款、第三款） 複写
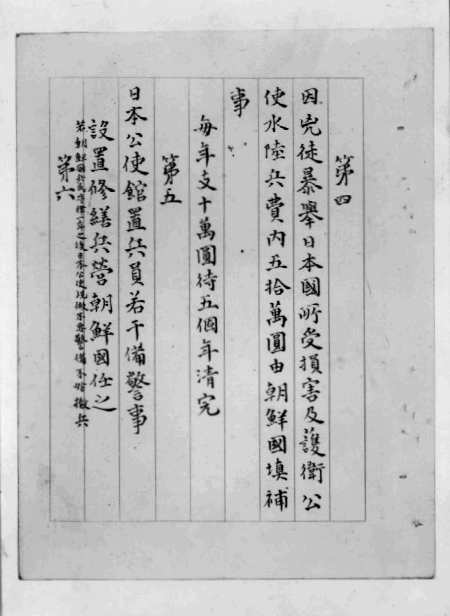
済物浦条約 正文 その3（第四款、第五款） 複写
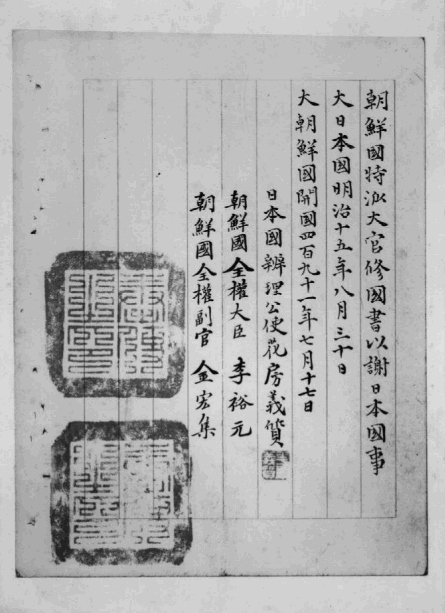
済物浦条約 正文 その4（第六款、両全権署名） 複写

## 謝罪使の派遣
済物浦条約第六款の規定によって1882年10月、朴泳孝を特命全権大使とする謝罪使が派遣された。一行は、金晩植副使、徐光範従事官、金玉均書記官らから成り、朴泳孝・徐光範・金玉均らはいずれも日本との結びつきを強めた。かれらは12月まで日本に滞在し、福沢諭吉ら多くの日本の知識人と交誼を結んで海外事情や新知識を獲得していった。
一方、済物浦条約交渉の結果、日朝修好条規（1876年締結）の追加条項としての同条規続約が調印された。済物浦条約は批准を必要としなかったが、日朝修好条規続約の方は批准を要し、この年の1882年10月30日、明治天皇によって批准がなされている。批准書の交換は翌10月31日、朴泳孝全権大使、金晩植副使と井上馨外務卿のあいだで取り交わされた。

## 条約締結後の経過
済物浦条約の締結によって日朝両国間の懸念は消滅したものの、漢城に日清両国軍が駐留することになるなど、朝鮮をめぐる日清両国の対立関係が明確になった。しかし、大院君を捕らえ漢城城内で事変関係者の拘束を直接行った清国の朝鮮国内における優勢は明らかであり、日本国はしばらく傍観の構えを見せる。
この事件において行われた清国による数々の内政干渉は、朝鮮開化派（独立党）の清国に対する反発を深化させ、一層日本に接近させる結果となった。朝鮮国内は親清国の事大党と親日本の独立党による権力争いが激化し、終には激発した独立党によって甲申政変が引き起こされる。そして懸念どおり漢城に駐留する日清両軍が交戦するという状況が現実のものとなってしまったのだった。
甲申政変後、より一層朝鮮における支配権強化を目指すようになった清国と、親日勢力の失権によって朝鮮における影響力が著しく低下した日本は一層対立を深めていき、終には日清戦争が勃発する。この時、日本側の出兵根拠となったのがこの済物浦条約であり、日本軍に呼応して朝鮮政府を掌握したのが清国の処置に恨みを抱く大院君であった。